# جويس إيلين ليدر
جويس إيلين ليدر (بالإنجليزية: Joyce Ellen Leader)‏ هي دبلوماسية أمريكية، ولدت في 1942.